# Nagyszakácsi
Nagyszakácsi là một thị trấn thuộc hạt Somogy, Hungary. Thị trấn này có diện tích 21,37 km², dân số năm 2010 là 489 người, mật độ 23 người/km².